# BLOC1S3
BLOC1S3 (англ. Biogenesis of lysosomal organelles complex 1 subunit 3) – білок, який кодується однойменним геном, розташованим у людей на довгому плечі 19-ї хромосоми. Довжина поліпептидного ланцюга білка становить 202 амінокислот, а молекулярна маса — 21 256.
| 10         |  | 20         |  | 30         |  | 40         |  | 50         |
| ---------- |  | ---------- |  | ---------- |  | ---------- |  | ---------- |
| MASQGRRRRP |  | LRRPETVVPG |  | EATETDSERS |  | ASSSEEEELY |  | LGPSGPTRGR |
| PTGLRVAGEA |  | AETDSEPEPE |  | PEPTAAPRDL |  | PPLVVQRESA |  | EEAWGTEEAP |
| APAPARSLLQ |  | LRLAESQARL |  | DHDVAAAVSG |  | VYRRAGRDVA |  | ALASRLAAAQ |
| AAGLAAAHSV |  | RLARGDLCAL |  | AERLDIVAGC |  | RLLPDIRGVP |  | GTEPEKDPGP |
| RA         |  |            |  |            |  |            |  |            |

A: Аланін

C: Цистеїн

D: Аспарагінова кислота

E: Глутамінова кислота

G: Гліцин

H: Гістидин

I: Ізолейцин

K: Лізин

L: Лейцин

M: Метіонін

P: Пролін

Q: Глутамін

R: Аргінін

S: Серин

T: Треонін

V: Валін

W: Триптофан

Кодований геном білок за функцією належить до фосфопротеїнів. Локалізований у цитоплазмі.